# Třída Eclipse (1894)
Třída Eclipse byla třída chráněných křižníků druhé třídy britského královského námořnictva. Celkem bylo postaveno devět jednotek této třídy. Ve službě byly od roku 1896. Byly to první britské křižníky druhé třídy vybavené bojovými stěžni.

## Stavba
V reakci na kritiku starších britských křižníků dostala tato třída posílenou výzbroj. Řešení trupu a pancéřování byla převzata z třídy Astraea. Celkem bylo v letech 1893–1898 postaveno devět jednotek této třídy.
Jednotky třídy Eclipse:
| Jméno   | Loděnice                                              | Založení kýlu     | Spuštěna           | Vstup do služby    | Poznámka                                                                                                 |
| ------- | ----------------------------------------------------- | ----------------- | ------------------ | ------------------ | --- |
| Diana   | Fairfield Shipbuilding & Engineering, Govan           | 13. srpna 1894    | 5. prosince 1895   | 15. června 1897    | Prodána do šrotu 1920.                                                                                   |
| Dido    | London & Glasgow Shipbuilding, Govan                  | 30. srpna 1894    | 20. března 1896    | 10. května 1898    | Roku 1913 byla po srážce s křižníkem HMS Berwick upravena na depotní loď ponorek. Prodána do šrotu 1926. |
| Doris   | Naval Construction & Armaments Co., Barrow-in-Furness | 29. srpna 1894    | 3. března 1896     | 18. listopadu 1897 | Prodána do šrotu 1919.                                                                                   |
| Eclipse | Portsmouth Dockyard                                   | 11. prosince 1893 | 19. července 1894  | 23. března 1897    | Od roku 1916 depotní loď ponorek. Prodána do šrotu 1921.                                                 |
| Isis    | London & Glasgow Engineering, Govan                   | 30. ledna 1895    | 27. června 1896    | 10. května 1898    | Prodána do šrotu 1920.                                                                                   |
| Juno    | Naval Construction & Armaments Co., Barrow-in-Furness | 22. června 1894   | 16. listopadu 1895 | 16. června 1897    | Prodána do šrotu 1920.                                                                                   |
| Minerva | Chatham Dockyard                                      | 4. prosince 1893  | 23. září 1895      | 4. února 1897      | Prodána do šrotu 1920.                                                                                   |
| Talbot  | Devonport Dockyard                                    | 5. března 1894    | 25. dubna 1895     | 15. září 1896      | Prodána do šrotu 1921.                                                                                   |
| Venus   | Fairfield Shipbuilding & Engineering, Govan           | 28. června 1894   | 5. září 1895       | 9. listopadu 1897  | Prodána do šrotu 1921.                                                                                   |

## Konstrukce

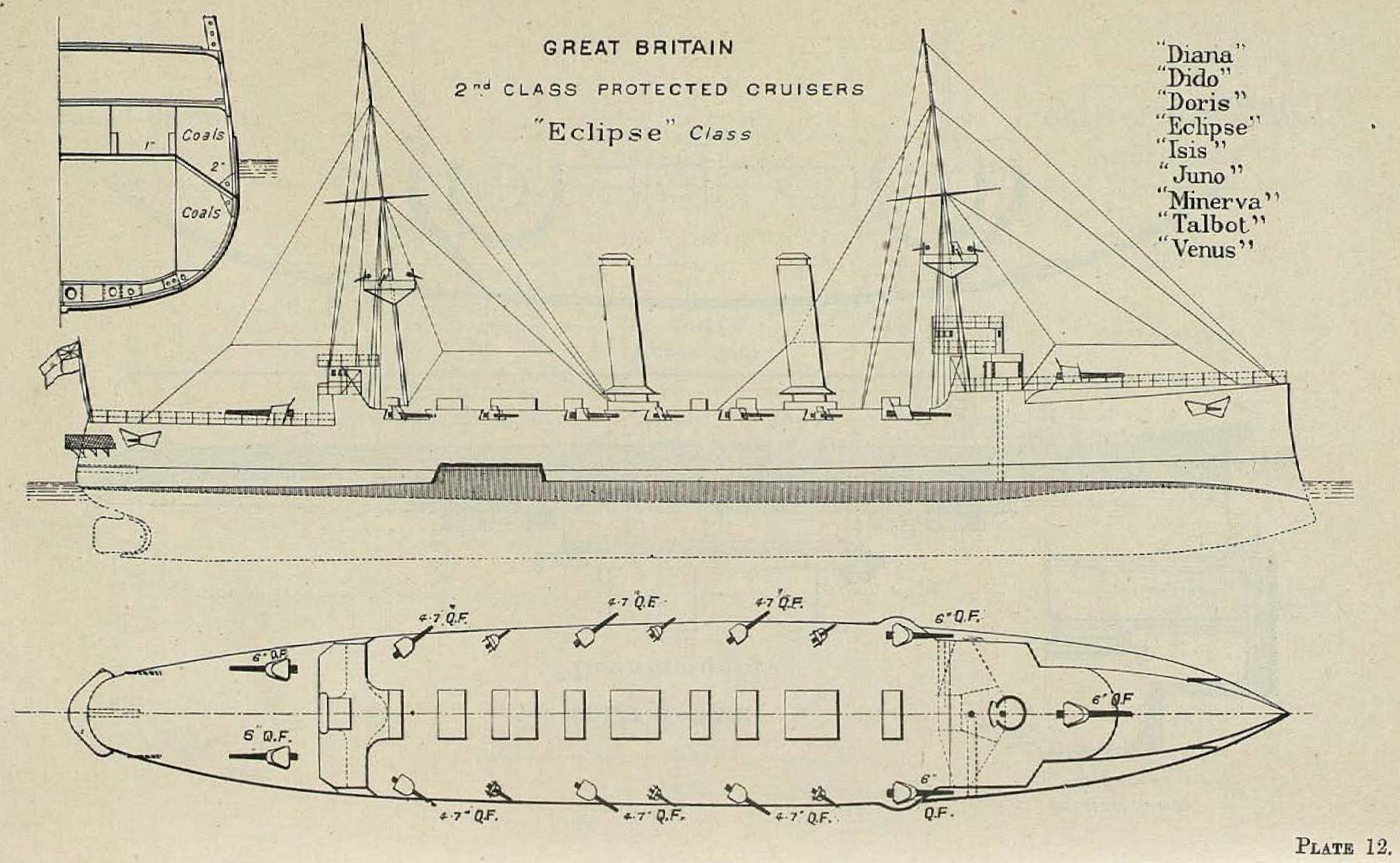
Základní uspořádání třídy

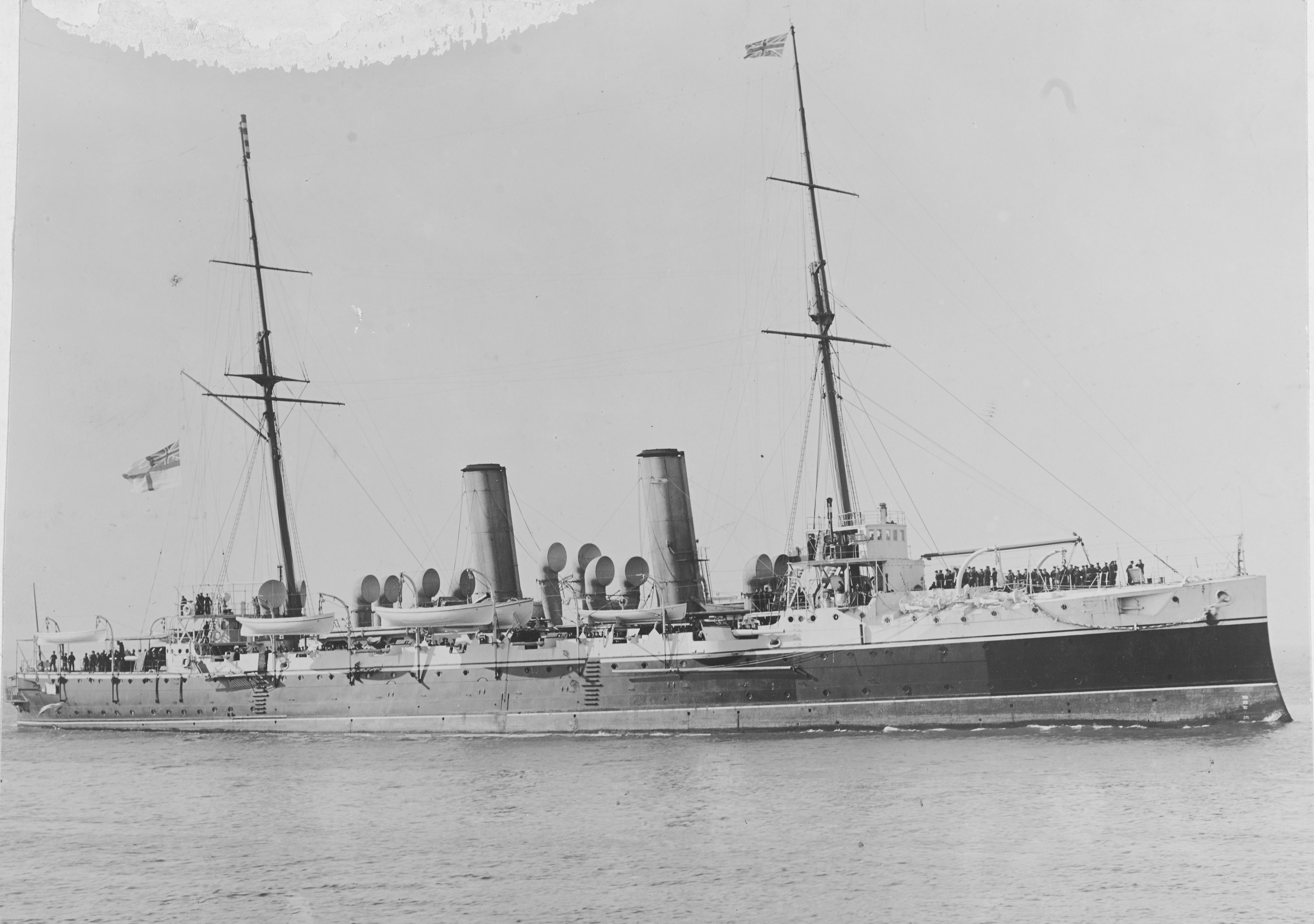
HMS Talbot

Křižníky nesly pět 152mm kanónů, které doplňovalo šest 120mm kanónů, osm 76mm kanónů, šest 47mm kanónů a tři 450mm torpédomety. Pohonný systém tvořilo 8 kotlů a dva tříválcové parní stroje s trojnásobnou expanzí o výkonu 8000 ihp, pohánějící dva lodní šrouby. Nejvyšší rychlost dosahovala 18,5 uzlu. Dosah byl 7000 námořních mil při rychlosti 10 uzlů.

### Modernizace
V letech 1903–1904 bylo (kromě Eclipse) upraveno složení výzbroje, která byla vzhledem k velikosti plavidel považována za slabou. Původní 152mm a 120mm kanóny nahradilo jedenáct 152mm kanónů.